# Louis-Marie Billé
Louis-Marie kardinál Billé  (18. února 1938 Fleury-les-Aubrais – 12. března 2002 Bordeaux) byl lyonský arcibiskup.

## Život

### Kněz
Louis-Marie Billé studoval katolickou teologii a filozofii v Luçonu, Angers, Římě a Jeruzalémě. Specializoval se na biblickou teologii a byl vysvěcen na kněze 25. března 1962. V období 1966 až 1972 pracoval v semináři v Luçonu, 1972 až 1977 v semináři v La Roche-sur-Yon. Od roku 1977 do 1980 byl duchovním správcem francouzského laického hnutí a pracoval v národní biskupské radě.

### Biskup a kardinál
V letech 1980 až 1984 zastával Louis-Marie Billé úřad biskupského vikáře a arcidiákona v Haut Bocage. Jan Pavel II. ho jmenoval 10. května 1984 biskupem v Lavalu. Biskupské svěcení proběhlo 19. května 1984, světitelem byl luçonský biskup Charles-Auguste-Marie Paty; spolusvětiteli byli biskupové Paul-Louis Carrière a Jacques David.
V roce 1995 byl jmenován arcibiskupem v Aix, Arlu a Embrunu. 10. července 1998 se stal arcibiskupem v Lyonu. 21. února 2001 byl při konzistoři jmenován kardinálem knězem s titulárním kostelem San Pietro in Vincolis. Ještě tentýž rok převzal kostel Santissima Trinità al Monte Pincio.
Louis-Marie Billé zemřel na rakovinu a byl pohřben v lyonské katedrále.

## Biskupská genealogie
Následující tabulka obsahuje genealogický strom, který ukazuje vztah mezi svěcencem a světitelem – pro každého biskupa na seznamu je předchůdcem jeho světitel, zatímco následovníkem je biskup, kterého vysvětil. Kardinál Billé patří k linii kardinála d'Estouteville. Rekonstrukcím a vyhledáním původu v rodové linii ze zabývá historiografická disciplína biskupská genealogie.
1. kardinál Guillaume d’Estouteville
2. papež Sixtus IV.
3. papež Julius II.
4. kardinál Raffaele Sansoni Riario
5. papež Lev X.
6. kardinál Alessandro Farnese
7. kardinál Francesco Pisani
8. kardinál Alfonso Gesualdo di Conza
9. papež Klement VIII.
10. kardinál Pietro Aldobrandini
11. biskup Laudivio Zacchia
12. kardinál Antonio Barberini
13. arcibiskup Nicolò Guidi di Bagno
14. arcibiskup François de Harlay de Champvallon
15. arcibiskup Louis-Antoine de Noailles
16. biskup Jean-François Salgues de Valderies de Lescure
17. arcibiskup Louis-Jacques Chapt de Rastignac
18. arcibiskup Christophe de Beaumont du Repaire
19. biskup César-Guillaume de La Luzerne
20. arcibiskup Gabriel Cortois de Pressigny
21. arcibiskup Hyacinthe-Louis de Quélen
22. biskup Louis-Charles Féron
23. biskup Pierre-Alfred Grimardias
24. kardinál Guillaume-Marie-Romain Sourrieu
25. kardinál Adolphe Cardinal Amette
26. biskup Benjamin-Octave Roland-Gosselin
27. arcibiskup Paul-Marie-Alexandre Richaud
28. arcibiskup Paul Joseph Marie Gouyon
29. biskup Charles-Auguste-Marie Paty
30. kardinál Louis-Marie Billé